# I'll Go To You When The Weather Is Nice
When the Weather Is Fine (Hangul: 날씨가 좋으면 찾아가겠어요; RR: Nalssiga joh-eumyeon chaj-agagess-eoyo; lit. I'll Find You on a Beautiful Day), es una serie de televisión surcoreana transmitida del 24 de febrero del 2020 hasta el 21 de abril del 2020, a través de JTBC.
La serie está basada en la novela "Nalssiga Joeumyeon Chajagagesseoyo" de Lee Do-woo.

## Sinopsis[5]
Debido a un trauma que experimentó con tan solo 15 años el cual la lastimó emocionalmente, Mok Hae-won no confía en las personas y ha cerrado su corazón a los demás. A pesar de esto es una mujer con de buen corazón y personalidad, que toca el violonchelo desde que era niña y trabaja como maestra de arte, donde enseña pintura a estudiantes de un instituto de arte privado, sin embargo luego de tener problemas con algunos de los estudiantes decide renunciar y mudarse  con su tía, quien es la encargada de una pensión en el campo "Bookhyun Village".
Por otro lado Im Eun-seop, es un atractivo hombre que dirige la librería "Goodnight Bookstore", la cual se ubica cerca de la pensión. Eun-seop vive una vida simple, se despierta y toma café, lee un libro y escribe en su blog. Sin embargo pronto su vida cambia cuando Hae-won se reencuentra con Eun-seop y comienza a trabajar en su librería, poco a poco Hae-won comienza a enamorarse de Eun-seop, quien a su vez finalmente le revela sus sentimientos.

## Reparto[17]

### Personajes principales[18]
| Actor                         | Personaje                | Nº de episodios | Notas |
| ----------------------------- | ------------------------ | --------------- | --- |
| Park Min-young Park Seo-kyung | Mok Hae-won / "Irene"    | 16 2, 11-12, 14 | Es una maestra de violonchelo con un pasado doloroso, luego de que su madre fuera acusada de asesinar a su padre. Después de ser víctima de acoso en la escuela por lo sucedido, Hae-won decide quitarse la vida, sin embargo es detenida por su tía. Años después cuando regresa al pueblo donde creció, se reencuentra con Im Eun-seop, su antiguo compañero de clases, quien la ayuda a sanar, y poco a poco comienza a enamorarse profundamente de él. Poco después comienzan una relación. Más tarde, cuando descubre la verdad sobre la muerte de su padre y las acciones de su madre y su tía, queda destrozada y pierde la confianza en ellas. Sin embargo logra perdornarlas, y luego de un tiempo en Seúl, decide regresar a Hyecheon, donde ahora vive su madre. Cuando se reúne con Eun-seop, ambos se dan cuenta de que siguen enamorados y retoman su relación.    |
| Seo Kang-joon Ok Chan-yoo     | Im Eun-seop / Kim Jin-ho | 16 5, 8-10      | Es el dueño de la pequeña librería local "Goodnight Bookstore". Es un joven cerrado y tímido con respecto a sus sentimientos, vive una vida simple y tranquila, sin embargo esto cambia cuando se reencuentra con su antigua compañera de clases, Mok Hae-won, de quien ha estado profundamente enamorado desde pequeño. Eun-seop tiene un diario en línea donde escribe sobre una mujer llamada "Irene", en el escribe sobre cómo la ha amado desde la escuela secundaria, así como elogiándola por ser prácticamente inalcanzable. "Irene" es el sobrenombre que Eun-seop le pone a Hae-won y cuando ella descubre la verdad, queda conmovida. Más tarde se revela que años atrás, el día en que Hae-won intentaba quitarse la vida, Eun-seob había sido responsable de llamar a su tía para salvarla. Finalmente cuando Hae-won regresa de Seúl, retoma su relación con ella. |

### Personajes secundarios[26]
| Actor                      | Personaje      | Episodios donde apareció | Notas |
| -------------------------- | -------------- | ------------------------ | --- |
| Lee Jae-wook Oh Ja-heon    | Lee Jang-woo   | 1-16 9                   | Es el mejor amigo de Eun-seop y antiguo compañero de clases en Hyecheon High School. Es un joven encantador con una sonrisa brillante que desde pequeño ha vivido diligentemente de acuerdo a los deseos de sus padres. Es un miembro del club "Goodnight Bookstore" y trabaja en el gobierno de la ciudad en el departamento de cultura, deportes y turismo. Ha estado enamorado de Ji Eun-shil, a quien conoce desde que estudiaron juntos. Más tarde finalmente comienza a salir con Eun-shil. |
| Kim Hwan-hee               | Im Hwi         | 1-16                     | Es la hermana adoptiva menor de Eun-seop. |
| Nam Ki-ae                  | Yoon Yeo-jung  | -                        | Es la madre de Hwi y madre adoptiva de Eun-seop. |
| Kang Shin-il               | Im Jong-pil    | -                        | Es el padre de Hwi y padre adoptivo de Eun-seop. Luego de que el padre de Eun-seop lo abandona, Jong-pil lo encuentra y lo lleva a su casa, donde lo cría como su hijo junto a su esposa Yeo-jung. |
| Moon Jung-hee Kim Hong-bin | Shim Myung-yeo | 1-16 6, 8, 11            | Es una novelista y la dueña de la posada. Es tía de Hae-won, a quien crio, después de que su hermana fuera encarcelada. Usa lentes debido a que sufre de glaucoma en su ojo derecho, por lo que ha perdido la vista de ese a lado. Fue miembro del prestigioso Departamento de Escritura Creativo. Más tarde se revela que ella había sido la responsable de la muerte de Mok Joo-hong luego de atropellarlo, mientras intentaba huir junto a su hermana de los ataques y golpes de Joo-hong. Luego de que Hae-won la perdona y le pide que no se entregue, finalmente Myung-yeo puede vivir en paz, por lo que decide irse del campo.                                                                  |
| Jin Hee-kyung Jeon Yoo-rim | Shim Myung-joo | 10, 11, 12 5             | Es la madre de Hae-won y hermana de Myung-yeo. Fue encarcelada a siete años por supuestamente asesinar a su esposo, Mok Joo-hong. Más tarde se revela que en realidad Myung-joo sufría de abuso físico por parte de su esposo y que ella no había sido responsable de su muerte, luego de que su hermana lo atropellara mientras intentaban escapar de sus golpes, por lo que Myung-joo decide echarse la culpa de lo sucedido. Más tarde cuando Hae-won descubre la verdad, queda destruida por las mentiras de su madre y tía, sin embargo logra perdonarlas. Poco después Myung-joo vende la casa que compartió con su esposo y se muda a Hyecheon, donde comienza a vivir en la posada con Hae-won. |
| Yang Hye-ji                | Ji Eun-shil    | 12                       | Es una de las amigas de Hae-won y estudiante de la escuela Hyecheon High School, así como el primer amor de Jang-woo. Tiene una tienda de comida. Más tarde se une al club "Goodnight Bookstore" y finalmente comienza a salir con Jang-woo. |
| Lee Tae-hyung              | Bae Geun-sang  | -                        | Es un miembro del club "Goodnight Bookstore", tiene una tienda de lámparas. |
| Lee Sun-hee                | Choi Soo-jung  | -                        | Es un miembro del club "Goodnight Bookstore". Es amiga de Myung-yeo, a quien le gustaría poner una tienda de pays y llamarla "Crystal Pie". |
| Chu Ye-jin                 | Kwon Hyun-ji   | -                        | Es una de las miembros más jóvenes del club "Goodnight Bookstore". Es amiga de Hwi. |
| Han Chang-min              | Jung Seung-ho  | -                        | Es el miembro más joven del club "Goodnight Bookstore". Es el nieto de Jung Gil-bok. Cuando escucha a Hae-won tocar el cello, queda encantado y le pide que le enseñe. |
| Lee Young-seok             | Jung Gil-bok   | -                        | Es un miembro del club "Goodnight Bookstore" y el abuelo de Jung Seung-ho. Es un hombre que no habla. |
| Im Se-mi                   | Kim Bo-young   | 12                       | Es la antigua amiga y compañera de clases de Hae-won en Hyecheon High School. Hae-won terminó su amistad con ella, después de que Bo-young revelara el secreto de su madre. Es una mujer hipócrita, falsa, egoísta y autocompasiva que constantemente se hace la víctima para ganarse la simpatía de los demás y tiende a echarle la culpa a otros de sus acciones. Está enamorada de Im Eun-seob y cuando le revela sus sentimientos, él la rechaza ya que no está interesado en ella. Poco después Bo-young intenta chantajearlo diciéndole que va a morir si no va a rescatarla, sin embargo sus intenciones no funcionan y es encontrada por Hae-won.                                               |
| Hwang Geon Ahn Dong-goo    | Cha Yoon-taek  | 12 8, 11                 | Es un editor y el editor en jefe de "Dain Publishing", así como el antiguo novio de Myung-yeo (con quien salió por 20 años). Myung-yeo decidió romper con él, a pesar de que él estaba muy enamorado de ella, el día en que su hermana fue agredida por su esposo (sin embargo él no sabe esta razón). Años más tarde, ahora de adulto, es un aclamado escritor, quien luego de reencontrarse con Myung-yeo, la invita a unirse a su editora y a que escriba una autobiografía, ya que quiere saber la razón por la cual ella lo dejó, así como lo que ha pasado en su vida. Finalmente cuando descubre la verdad, la apoya y le dice que nunca ha dejado de amarla.                                    |
| Kim Dae-gun                | Kim Young-soo  | 12                       | Es un estudiante del 12 grado que ama leer. Hwi está enamorada de él, sin embargo aunque él no está interesado, se hace amigo de ella. Más tarde se convierte en un miembro del club "Goodnight Bookstore". |

### Otros personajes
| Actor                 | Personaje        | Episodios donde apareció | Notas |
| --------------------- | ---------------- | ------------------------ | --- |
| Lee Bong-ryun         | Jang Ha-nim      | -                        | Es una farmacista y miembro del club "Goodnight Bookstore". |
| Lee Yoo-jung          | -                | 1                        | Es la dueña del "Music Institute". |
| Koo Da-song           | Na-kyung         | 1                        | Es una estudiante de violonchelo que acusa falsamente a Hae-won. |
| Kim Young-sun         | -                | 1                        | Es la madre de Na-kyung. |
| Moon Yong-il          | Yoon-jo          | 1, 6                     | Es uno de los antiguos compañeros de clase. |
| Yoon Ji-hye           | Choi Ji-young    | 1, 6                     | Es una de las antiguas compañeras de clase. |
| Noh Jae-hoon          | Park Joong-hee   | 1, 6                     | Es uno de los antiguos compañeros de clase. |
| Lee Seo-yeon          | -                | 1, 6                     | Es una de las antiguas compañeras de clase. |
| Seo Dong-oh           | -                | 1, 16                    | Es uno de los antiguos compañeros de clase. |
| Uhm Hye-soo           | -                | 2-3                      | Es una de las antiguas compañeras de clase de Mok Hye-won. |
| Lee Young-ran         | Yoon Hye-ja      | 2, 3, 5, 12              | Es la madre de Myung-yeo y Myung-joo, y abuela de Hae-won. Es la responsable de fundar la posada. |
| Shin Hyun-jong        | -                | 3                        | Es el jefe del pueblo. |
| Im Yoo-ran            | -                | 3                        | Es la madre de un estudiante. |
| Park Jung-eon         | Kim Jung-eun     | 3, 5, 12                 | Es la jueza que preside el caso de Myung-joo. |
| Ahn Soo-ho            | -                | 4, 7, 14                 | Es el jefe de Jang-woo. |
| Park Ji-won           | Choi Min-jung    | 4, 9                     | Es una joven que desaparece en los bosques, y por la cual se moviliza una búsqueda, luego de unas horas Eun-seop logra encontrarla y rescatarla. Aunque Min-jung está interesada en Eun-seop, e intenta invitarlo a salir, él no está interesado en ella, ya que está enamorado de Hae-won. |
| Lee Se-rang           | -                | 4, 11, 14                | Es una compañera de trabajo de Jang-woo. |
| Choi Ji-yeon          | Ji-yeon          | 4, 11, 14                | Es una compañera de trabajo de Jang-woo. |
| Choi Yeon-seol (윤설) | Ji-yoon          | -                        | Es una compañera de clases y amiga de Hae-won, Eun-seop, Jang-woo y Eun-shil. Está casada. |
| Jeon Eun-mi           | -                | 5                        | Es una oficial de la prisión. |
| Jung Nan-hee          | -                | 5, 13-14                 | Es una florista. |
| Yoon Sang-hwa         | Park Hin-dol     | 5-6, 9, 16               | Es el CEO de la librería "Century Seorim". |
| Park Han-sol          | Joo Hee          | -                        | Es una compañera de clases de Kim Bo-young. |
| Yoo Joo-won           | -                | 9                        | Es un niño de la escuela que se burla de Eun-seop. |
| Kim Na-mi             | Shin Young-choon | 9, 11, 13                | Es una escritora que participa en uno de los eventos realizados por la oficina de Jang-woo. Está enamorada de Yoon-taek, por lo que siente celos de Myung-yeo. |
| Geum Dong-hyun        | -                | 10                       | Es el dueño de la sala de billar, quien le avisa a Jong-pil que Kim Gil-dong ha regresado al pueblo buscando a Eun-seop. |
| -                     | Choi Sun-young   | 11                       | Es una amiga de Soo-jung y Myung-yeo. Sufre de cáncer de mama terminal y poco después muere luego de perder su batalla contra el cáncer. Sun-young sufría de abuso físico, ya que su esposo la golpeaba.                                                                                    |
| Yoo Soon-woong        | -                | 11                       | Es el propietario de la casa donde está la librería de Eun-seop. |
| Uhm Tae-ok            | -                | 11                       | Es un doliente. |
| -                     | Ki Hyun-tae      | 12                       | Es el investigador de la policía que le avisa a Myung-yeo, sobre la detención de su hermana Myung-joo. |
| Jeon Young            | -                | 14                       | Es la madre de Eun-shil. |
| Kim Bi-bi             | -                | 14                       | Es una oftalmóloga. |
| Hong Boo-hyang        | -                | 14                       | Es una residente del pueblo. |
| Choi Chung-ja         | -                | 14                       | Es una residente del pueblo. |
| Oh Se-eun             | Song Je-in       | 14-15                    | Es una compañera de clase de Kim Young-soo. |
| Koo Seo-joon          | Insp. Kim        | 15                       | Es un inspector. |
| Kim Noo-rim           | Im Hwi           | 16                       | Es un nuevo estudiante que entra al salón de clases de Im Hwi. Inmediatamente ella se siente atraída por él. |
| Park Soo-min          | -                | 16                       | Es una periodista. |
| Seo Han-sol           | -                | -                        | Es un amigo de Oh Young-woo. |
| Shin Dong-hoon        | -                | -                        | Es un empleado del ayuntamiento. |
| Kim Yeon-jung         | -                | -                        | Es una estudiante de preparatoria. |

### Apariciones especiales
| Actor                | Personaje    | Episodios donde apareció | Notas |
| -------------------- | ------------ | ------------------------ | --- |
| Kim Young-dae        | Oh Young-woo | 5, 6, 16                 | Es un antiguo y popular compañero de clases de Mok Hae-won en Hyecheon High School, así como el número 1 en la escuela. Luego de crecer en un entorno familiar difícil, pasa gran parte de su vida solo, por lo que es bastante desconsiderado, sin embargo, comienza a experimentar una amplia gama de emociones a medida que se interesa cada vez más en Hae-won, y pronto se enamora de ella. En el pasado gracias a él, ella pudo hacer más amigos y recuperar la confianza en sí misma. |
| Kim Hye-hwa (김혜화) | Mrs. Kim     | 7-8, 10                  | Es la madre biológica de Eun-seop. Abandona a Eun-seop cuando era pequeño, debido a una enfermedad. Los tres años que Eun-seop desapareció, en realidad los paso a lado de su madre cuidándola durante sus últimos momentos. |
| Kang Jin-hwi         | Kim Gil      | 9, 10                    | Es el padre biológico de Eun-seop. Muere cuando él tenía 10 años. |
| Kang Jin-hwi         | Kim Gil-dong | 10                       | Es el hermano gemelo de Gil y el tío de Eun-seop. Después de no verlo por cinco años, regresa a su vida para convencerlo para que se mude con él y deje su vida. |
| Seo Tae-hwa          | Mok Joo-hong | 5, 11-12, 15             | Es el padre de Hae-won. Más tarde se revela que Joo-hong era un hombre violento, que golpeada a su esposa Myung-joo. Al inicio se cree que fue asesinado por Myung-joo, mientras ella se defendía de sus golpes, sin embargo luego de se revela que en realidad había muerto luego de que la hermana de Myung-joo, Myung-yeo lo atropellara, mientras intentaba huir con su hermana de sus ataques.                                                                                          |
| Lee Seo-an           | Cho Young-mi | 11                       | Es la cita a ciegas que la mamá de Jang-woo organiza para él, sin embargo Jang-woo no está interesado. |

## Episodios[31]
La serie está conformada por 16 episodios, los cuales fueron emitidos todos los lunes y martes a las 9:30pm. (KST).

### Ratings
Los números en color rojo indican las calificaciones más bajas, mientras que los números en azul indican las calificaciones más altas.
| Episodio | Título                                                                       | Fecha de emisión      | Participación promedio de audiencia |
| Episodio | Título                                                                       | Fecha de emisión      | AGB Nielsen (A escala nacional)     |
| -------- | ---------------------------------------------------------------------------- | --------------------- | ----------------------------------- |
| 1        | The Wind in the Willows (버드나무에 부는 바람)                               | 24 de febrero de 2020 | 1.925%                              |
| 2        | Is It Past Perfect? (과거완료입니까)                                         | 25 de febrero de 2020 | 1.559%                              |
| 3        | The Wolf's Silver Eyelash (늑대의 은빛 눈썹)                                 | 2 de marzo de 2020    | 2.460%                              |
| 4        | My Old House in My Dream (꿈속의 옛집)                                       | 3 de marzo de 2020    | 2.533%                              |
| 5        | Noblewoman From the West (서쪽에서 온 귀인)                                  | 16 de marzo de 2020   | 2.316%                              |
| 6        | Search for the Legend (전설을 찾아서)                                        | 17 de marzo de 2020   | 2.076%                              |
| 7        | The Road to the Cottage (오두막으로 가는 길)                                 | 23 de marzo de 2020   | 2.255%                              |
| 8        | Where Suspicions Become Reality (의심을 이루어주는 곳)                       | 24 de marzo de 2020   | 2.598%                              |
| 9        | The Secret of the Boy Who Hated Dung Beetles (쇠똥구리를 싫어한 소년의 비밀) | 30 de marzo de 2020   | 2.151%                              |
| 10       | Let's Hold an Event (이벤트를 합시다)                                        | 31 de marzo de 2020   | 2.148%                              |
| 11       | Two Different Stories (두 개의 이야기)                                       | 6 de abril de 2020    | 2.277%                              |
| 12       | A Confession (어떤 고백)                                                     | 7 de abril de 2020    | 2.588%                              |
| 13       | Teardrop Tea Recipe (눈물차 레시피)                                          | 13 de abril de 2020   | 2.606%                              |
| 14       | The Maze of Sisterfield (시스터필드의 미로)                                  | 14 de abril de 2020   | 2.131%                              |
| 15       | Until We Meet Again (다시 만날 때까지)                                       | 20 de abril de 2020   | 2.376%                              |
| 16       | After a Long Winter (긴 겨울이 지나고)                                       | 21 de abril de 2020   | 2.667%                              |
| Promedio | Promedio                                                                     | Promedio              | 2.292%                              |

## Música
El OST de la serie estuvo conformado por las siguientes canciones:

### Parte 1
| No. | Intérprete   | Canción                                      | Letra          | Música         | Duración |
| --- | ------------ | -------------------------------------------- | -------------- | -------------- | -------- |
| 1   | Kwak Jin-eon | "Like a Winter's Dream" (겨울이 꾸는 꿈처럼) | Jung Joong-han | Jung Joong-han | 4:10     |

### Parte 2
| No. | Intérprete | Canción                     | Letra                     | Música                     | Duración |
| --- | ---------- | --------------------------- | ------------------------- | -------------------------- | -------- |
| 1   | Jungyup    | "Doors of Time" (시간의 문) | Banana, March y Clef Crew | Park Jang-hyun y Clef Crew | 5:01     |

### Parte 3
| No. | Intérprete   | Canción                   | Letra                                                     | Música                                     | Duración |
| --- | ------------ | ------------------------- | --------------------------------------------------------- | ------------------------------------------ | -------- |
| 1   | Cho Kyu-hyun | "All Day Long" (하루종일) | KZ, Who's H, Feb, Jung Soo-min, Clef Crew, Banana y March | KZ, Who's H, Feb, Jung Soo-min y Clef Crew | 4:48     |

### Parte 4
| No. | Intérprete | Canción                                         | Letra                              | Música                      | Duración |
| --- | ---------- | ----------------------------------------------- | ---------------------------------- | --------------------------- | -------- |
| 1   | Byul       | "Dear My Love" (내가 정말 사랑하는 사람이 있죠) | Giryeon, Clef Crew, Banana y March | Giryeon, Oh Min y Clef Crew | 4:46     |

### Parte 5
| No. | Intérprete | Canción                 | Letra          | Música         | Duración |
| --- | ---------- | ----------------------- | -------------- | -------------- | -------- |
| 1   | Giryeon    | "I See You" (너를 본다) | Jung Joong-han | Jung Joong-han | 4:34     |

### Parte 6
| No. | Intérprete     | Canción                      | Letra                                                | Música                                               | Duración |
| --- | -------------- | ---------------------------- | ---------------------------------------------------- | ---------------------------------------------------- | -------- |
| 1   | Jeon Sang-geun | "Moody Night" (보고 싶은 밤) | KZ, Who's H, Jung Soo-min, Clef Crew, Banana y March | KZ, Who's H, Jung Soo-min, Yoo Sang-guen y Clef Crew | 3:48     |

### Parte 7
| No. | Intérprete | Canción                                  | Letra                                                    | Música                      | Duración |
| --- | ---------- | ---------------------------------------- | -------------------------------------------------------- | --------------------------- | -------- |
| 1   | Yeoungeun  | "Remembrance" (추억이 머문 곳에서, 이젠) | Banana, March, Jeon Shi-woo, Somebody's Tale y Clef Crew | Somebody's Tale y Clef Crew | 3:09     |

## Producción
La serie está basada en la novela Nalssiga Joeumyeon Chajagagesseoyo, de Lee Do-woo, publicada el 28 de junio del 2018. También es conocida como "I'll Come By When The Weather's Good", "When the Weather Is Fine", "If the Weather Is Good, I'll Find You" y "If the Weather is Nice, I Will Come Find You".
Fue dirigida por Han Ji-seung (한지승), quien contó con el guionista Han Ga-ram (한가람). Mientras que la producción estuvo a cargo de Min Hyun-il.
La primera lectura del guion fue realizada en octubre del 2019 en el edificio de la JTBC en Sangam-dong, Seúl, Corea del Sur.
Mientras que la conferencia de prensa hecha a través de una transmisión en línea fue realizada el 17 de febrero del 2020 donde asistieron los actores Park Min-young, Seo Kang-joon, Moon Jeong-hee, Lee Jae-wook y Kim Hwan-hee, así como el directo de producción Han Ji-seung.
La serie contó con el apoyo de la compañía de producción "Ace Factory".